# 耶利萨芙塔·扎尔卡
耶利萨芙塔·扎尔卡（Yelyzaveta Zharka，1992年6月14日—），烏克蘭女子羽毛球運動員。

## 簡介

### 2011年 青年期：團體夺铜
2011年7月，耶利萨芙塔·扎尔卡代表乌克兰参加芬兰万塔举办的歐洲青年羽毛球錦標賽，在率先进行的团体赛，助乌克兰队赢得混合團體季军。同年12月，她与维塔利·科诺夫出战意大利羽毛球國際賽，在混双準决赛以0比2（11-21、16-21）不敌赛会3号种子、俄罗斯强档的维塔利·杜尔金/尼娜·维斯洛娃。

### 2012年 系列賽：斯洛伐克羽球赛夺冠
2012年9月，耶利萨芙塔·扎尔卡分别与尤利娅·卡扎里诺娃以及维塔利·科诺夫出战斯洛伐克羽毛球公開賽，在女双决赛以2比1（21-15、20-22、21-11）击败了队友的阿纳斯塔西娅·迪米特里辛/达丽娅·萨马尔昌茨，赢得成年组赛事冠军，亦是她首个未來系列賽女双冠军；而混双决赛以1比2（21-12、17-21、19-21）不敌赛会头号种子、捷克强档的雅各布·比特曼/阿尔泽比塔·巴索娃，赢得亚军。同期9月，她出战哈爾科夫羽毛球國際賽，在女单準决赛以1比2（13-21、21-19、12-21）不敌俄罗斯名将的奥尔佳·戈洛瓦诺娃。同年12月，她与维塔利·科诺夫出战土耳其羽毛球國際賽，在混双準决赛以1比2（21-14、14-21、22-24）不敌德国强档的法比安·罗斯/珍妮弗·卡诺特。

### 2013年
2013年3月，耶利萨芙塔·扎尔卡分别与纳塔利娅·沃伊切赫以及维塔利·科诺夫出战羅馬尼亞羽毛球國際賽，在女双决赛以0比2（18-21、21-23）不敌赛会头号种子、俄罗斯强档的伊琳娜·克列布科/克谢尼娅·波利卡波娃，赢得亚军；而混双準决赛以0比2（19-21、21-23）不敌韩国强档的催率圭/金慧麟。同年5月，他与纳塔利娅·沃伊切赫出战斯洛文尼亞羽毛球國際賽，在女双决赛以1比2（21-11、14-21、14-21）不敌荷兰强档的Alida Chen/苏拉娅·德维什·艾贝尔根，赢得亚军。

### 2014年 挑戰賽：哈爾科夫羽球赛夺冠
2014年5月，耶利萨芙塔·扎尔卡与达丽娅·萨马尔昌茨出战斯洛文尼亞羽毛球國際賽，在女双準决赛以0比2（11-21、12-21）不敌赛会2号种子、俄罗斯强档的维多利亚·德尔根诺娃/奥尔佳·莫罗佐娃。同年9月，她分别与纳塔利娅·沃伊切赫以及瓦列里·阿特拉什琴科夫出战哈爾科夫羽毛球國際賽，在女双决赛以3比1（11-8、11-7、6-11、11-7）击败了队友的尤利娅·卡扎里诺娃/玛丽亚·鲁德，赢得成年组赛事冠军，亦是她首个國際挑戰賽女双冠军；而混双决赛以1比3（11-10、7-11、10-11、6-11）不敌队友的阿提姆·波奇塔列夫/埃琳娜·普鲁斯，赢得亚军。

### 2015年
2015年1月，耶利萨芙塔·扎尔卡与纳塔利娅·沃伊切赫出战愛沙尼亞羽毛球國際賽，在女双準决赛以1比2（20-22、21-17、19-21）不敌赛会6号种子、丹麦强档的阿曼达·马德森/伊莎贝拉·尼尔森。同年7月，她与纳塔利娅·沃伊切赫出战白夜羽毛球賽，在女双準决赛以0比2（16-21、11-21）不敌赛会2号种子、土耳其强档的奥兹格·巴伊拉克/内斯里汉·伊吉特。同年9月，她与纳塔利娅·沃伊切赫出战哈爾科夫羽毛球國際賽，在女双準决赛以0比2（19-21、19-21）不敌赛会头号种子、英格兰强档的希瑟·奥利弗/劳伦·史密斯。

### 2016年
2016年5月，耶利萨芙塔·扎尔卡与纳塔利娅·沃伊切赫出战斯洛文尼亞羽毛球國際賽，在女双準决赛以1比2（18-21、21-16、21-23）不敌赛会4号种子、英格兰强档的克洛伊·比尔切/莎拉·沃克。同年9月，她与纳塔利娅·沃伊切赫出战波蘭羽毛球國際賽，在女双决赛以1比2（21-19、19-21、14-21）不敌印度强档的桑贾纳·桑托什/阿拉希·萨拉·苏尼尔，赢得亚军。

### 2017年
2017年5月，耶利萨芙塔·扎尔卡与玛丽娜·伊莱恩斯卡亚出战捷克羽毛球國際賽，在女双决赛以2比1（13-21、21-19、21-16）击败了赛会头号种子、爱沙尼亚强档的克里斯汀·库巴/赫莉娜·吕特尔，赢得亚军。同年12月，她分别与玛丽娜·伊莱恩斯卡亚以及瓦列里·阿特拉什琴科夫出战土耳其羽毛球國際賽，在女双决赛以0比2（13-21、18-21）不敌赛会2号种子、土耳其强档的班吉苏·艾尔塞廷/纳兹利赞·因吉，赢得亚军；而混双决赛以0比2（18-21、20-22）不敌德国强档的彼得·卡斯巴尔/奥尔佳·科农，赢得亚军。
2018年5月，耶利萨芙塔·扎尔卡与玛丽娜·伊莱恩斯卡亚出战斯洛文尼亞羽毛球國際賽，在女双準决赛以0比2（8-21、15-21）不敌德国强档的伊娃·詹森斯/斯泰恩·苏珊·库斯佩特。同年6月，她与瑪麗娜·伊萊恩斯卡亞出战西班牙羽毛球國際賽，在女双决赛以0比2（6-21、12-21）不敌赛会头号种子、法国强档的德尔菲娜·德尔吕/莉亚·巴莱尔莫，赢得亚军。同年8月，她与瓦列里·阿特拉什琴科夫出战哈爾科夫羽毛球國際賽，在混双準决赛以1比2（21-16、21-23、20-22）不敌赛会4号种子、波兰强档的帕维尔·斯梅洛夫斯基/马格达莱纳·斯维尔琴斯卡。

## 主要比賽成績
只列出曾進入準決賽的國際賽事成績：
| 年份   | 賽事                   | 公開賽級別 | 項目     | 搭檔                  | 成績   |
| ------ | ---------------------- | ---------- | -------- | --------------------- | ------ |
| 2011年 | 歐洲青年羽毛球錦標賽   | 其他       | 混合團體 | －                    | 準決賽 |
| 2011年 | 意大利羽毛球國際賽     | 國際挑戰賽 | 混合雙打 | 维塔利·科诺夫         | 準決賽 |
| 2012年 | 斯洛伐克羽毛球公開賽   | 未來系列賽 | 女子雙打 | 尤利娅·卡扎里诺娃     | 冠軍   |
| 2012年 | 斯洛伐克羽毛球公開賽   | 未來系列賽 | 混合雙打 | 维塔利·科诺夫         | 亞軍   |
| 2012年 | 哈爾科夫羽毛球國際賽   | 國際挑戰賽 | 女子單打 | －                    | 準決賽 |
| 2012年 | 土耳其羽毛球國際賽     | 國際系列賽 | 混合雙打 | 维塔利·科诺夫         | 準決賽 |
| 2013年 | 羅馬尼亞羽毛球國際賽   | 國際系列賽 | 女子雙打 | 纳塔利娅·沃伊切赫     | 亞軍   |
| 2013年 | 羅馬尼亞羽毛球國際賽   | 國際系列賽 | 混合雙打 | 维塔利·科诺夫         | 準決賽 |
| 2013年 | 斯洛文尼亞羽毛球國際賽 | 國際系列賽 | 女子雙打 | 纳塔利娅·沃伊切赫     | 亞軍   |
| 2014年 | 斯洛文尼亞羽毛球國際賽 | 國際系列賽 | 女子雙打 | 达丽娅·萨马尔昌茨     | 準決賽 |
| 2014年 | 哈爾科夫羽毛球國際賽   | 國際挑戰賽 | 女子雙打 | 纳塔利娅·沃伊切赫     | 冠軍   |
| 2014年 | 哈爾科夫羽毛球國際賽   | 國際挑戰賽 | 混合雙打 | 瓦列里·阿特拉什琴科夫 | 亞軍   |
| 2015年 | 愛沙尼亞羽毛球國際賽   | 國際系列賽 | 女子雙打 | 纳塔利娅·沃伊切赫     | 準決賽 |
| 2015年 | 白夜羽毛球賽           | 國際挑戰賽 | 女子雙打 | 纳塔利娅·沃伊切赫     | 準決賽 |
| 2015年 | 哈爾科夫羽毛球國際賽   | 國際挑戰賽 | 女子雙打 | 纳塔利娅·沃伊切赫     | 準決賽 |
| 2016年 | 斯洛文尼亞羽毛球國際賽 | 國際系列賽 | 女子雙打 | 纳塔利娅·沃伊切赫     | 準決賽 |
| 2016年 | 波蘭羽毛球國際賽       | 國際系列賽 | 女子雙打 | 纳塔利娅·沃伊切赫     | 亞軍   |
| 2017年 | 捷克羽毛球國際賽       | 未來系列賽 | 女子雙打 | 玛丽娜·伊莱恩斯卡亚   | 冠軍   |
| 2017年 | 土耳其羽毛球國際賽     | 國際系列賽 | 女子雙打 | 玛丽娜·伊莱恩斯卡亚   | 亞軍   |
| 2017年 | 土耳其羽毛球國際賽     | 國際系列賽 | 混合雙打 | 瓦列里·阿特拉什琴科夫 | 亞軍   |
| 2018年 | 斯洛文尼亞羽毛球國際賽 | 國際系列賽 | 女子雙打 | 玛丽娜·伊莱恩斯卡亚   | 準決賽 |
| 2018年 | 西班牙羽毛球國際賽     | 國際挑戰賽 | 女子雙打 | 瑪麗娜·伊萊恩斯卡亞   | 亞軍   |
| 2018年 | 哈爾科夫羽毛球國際賽   | 國際挑戰賽 | 混合雙打 | 瓦列里·阿特拉什琴科夫 | 準決賽 |
| 2019年 | 愛沙尼亞羽毛球國際賽   | 國際系列賽 | 女子雙打 | 瑪麗娜·伊萊恩斯卡亞   | 準決賽 |
| 2021年 | 斯洛文尼亞羽毛球國際賽 | 國際系列賽 | 女子雙打 | Mariia Stoliarenko    | 準決賽 |
| 2021年 | 拉脫維亞羽毛球國際賽   | 未來系列賽 | 女子雙打 | Mariia Stoliarenko    | 準決賽 |
| 2021年 | 哈爾科夫羽毛球國際賽   | 國際系列賽 | 女子雙打 | Mariia Stoliarenko    | 亞軍   |
| 2022年 | 烏克蘭羽毛球公開賽     | 國際挑戰賽 | 女子雙打 | Mariia Stoliarenko    | 亞軍   |
| 2022年 | 波蘭羽毛球公開賽       | 國際挑戰賽 | 女子雙打 | Mariia Stoliarenko    | 準決賽 |

| 2007-2017年 | 首要超級賽 | 超級賽 | 黃金大獎賽 | 大獎賽 | 國際挑戰賽 | 國際系列賽 | 未來系列賽 | 其他 |

| 2018-2026年 | 總決賽 | 超級1000賽 | 超級750賽 | 超級500賽 | 超級300賽 | 超級100賽 | 國際挑戰賽 | 國際系列賽 | 未來系列賽 | 其他 |

### 奧運會和世錦賽參賽紀錄
|          | 搭檔                | 2014 | 2015 | 2016 | 2017 | 2018 | 2019 | 2022 | 2023 |
| -------- | ------------------- | ---- | ---- | ---- | ---- | ---- | ---- | ---- | ---- |
| 女子雙打 | 纳塔利娅·沃伊切赫   | 64強 | －   | －   | 64強 | －   | －   | －   | －   |
| 女子雙打 | 玛丽娜·伊莱恩斯卡亚 | －   | －   | －   | －   | 64強 | 32強 | －   | －   |
| 女子雙打 | Mariia Stoliarenko  | －   | －   | －   | －   | －   | －   | 64強 | 64強 |